# Bãi Gò Nổi
Bãi Gò Nổi là một bãi ngầm thuộc nhóm đảo An Vĩnh của quần đảo Hoàng Sa, nằm cách đảo Linh Côn 12,5 hải lý (23 km) về phía đông bắc. Đây được xem là điểm cực đông của cả quần đảo.
Bãi Gò Nổi là đối tượng tranh chấp giữa Việt Nam, Đài Loan và Trung Quốc. Hiện nay, Trung Quốc đang kiểm soát bãi này.
- Tên gọi: bãi Gò Nổi; tiếng Anh: Dido Bank; tiếng Trung: 西渡滩; bính âm: Xīdù tān, Hán-Việt: Tây Độ than
- Đặc điểm: sâu 23 m nhưng dốc xuống độ sâu 146 m và còn sâu hơn nữa ở khu vực xung quanh.[3]